# ناپولیونی بولاکا
ناپولیونی بولاکا (انگلیسی: Napolioni Bolaca؛ زادهٔ ۲۰ نوامبر ۱۹۹۶)  بازیکن راگبی ۷ نفره است.
وی در مسابقات کشوری و بین‌المللی در مجموع برندهٔ ۱ مدال طلا شده‌است.